# Esprit (revista)
Esprit és una revista en llengua francesa. Fou fundada per Emmanuel Mounier l'any 1932. A Esprit es varen definir les orientacions del corrent filosòfic conegut com a personalisme i que se situa en l'àmbit del grup "Ordre Nouveau" dins el moviment dels "no-conformistes" francesos dels anys 30. Mounier es va inspirar principalment en el filòsof Jacques Maritain (París 1882 - Tolosa de Llenguadoc 1973) qui també participà en el projecte.
La identitat personalista de la revista s'ha atenuat afirmant el seu nucli intel·lectual. Esprit continua publicant-se amb una tirada de 10.000 exemplars, el doble que a finals de la dècada dels 80.
La revista l'edita "Éditions Esprit" dins la societat Transfaire.

## Història
A partir de 1934 Esprit va aprofundir en les conseqüències socials i filosòfiques del personalisme fent que la revista en sigui la més coneguda expressió.
Posteriorment a l'armistici del 22 de juny de 1940 davant el Tercer Reich encapçalat per Hitler, Esprit va sofrir tancament i Mounier s'instal·là a la zona lliure de Lió amb el propòsit de reiniciar-ne la publicació. Després d'haver manifestat interès per algunes de les orientacions inicials de la "Revolució nacional" del règim de Vichy, la revista en publicà opinions més i més crítiques que provoquen la seva prohibició l'agost de 1941.
A la fi de la guerra, Mounier va posar en circulació novament la revista participant activament en els debats i controvèrsies del moment, fins aproximadament 1949. Després de la mort de Mounier el 1950 es van fer càrrec de la direcció de la revista el crític literari Albert Béguin i posteriorment Jean-Marie Domenach i Paul Thibaud.